# 15 cm SK L/40
Il 15 cm Schnellfeuerkanone L/40 o 15 cm SK L/40 fu un cannone navale sviluppato nel 1897 per la Kaiserliche Marine. Durante la prima e la seconda guerra mondiale fu adattato all'impiego costiero, ferroviario e da fortezza.

## Storia

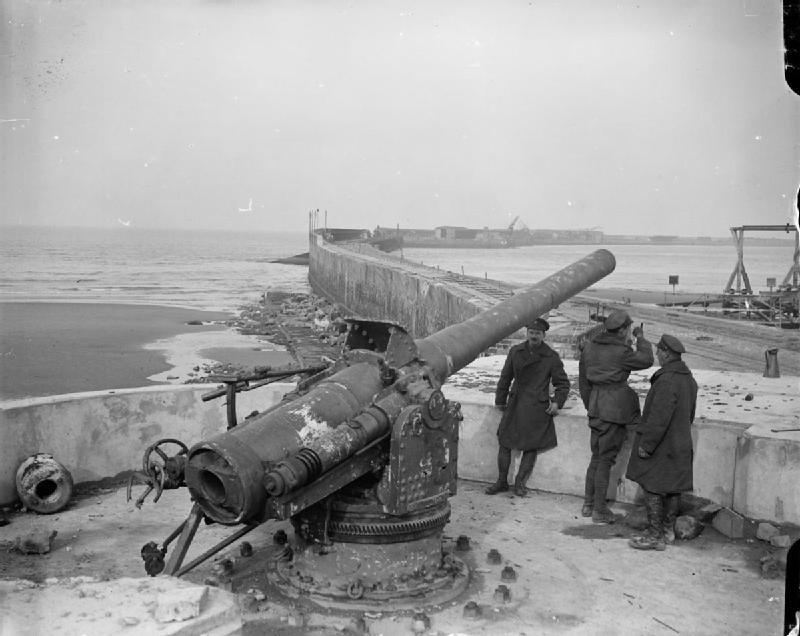
Un 15 cm SK L/40 iMPL C/97 costierio.

Il 15 cm SK L/40 fu realizzato nel 1897 dalla Krupp come armamento secondario del naviglio maggiore. Armava, su installazione in casamatta, le navi da battaglia pluricalibro classe Kaiser Friedrich III, classe Wittelsbach, classe Victoria Louise e gli incrociatori corazzati SMS Fürst Bismarck, SMS Prinz Heinrich, classe Prinz Adalbert, classe Roon e classe Scharnhorst. Sugli incrociatori ausiliari (come ad esempio la famosa nave corsara SMS Wolf) il pezzo era installato su affusto a piedistallo. Alcuni esemplari furono venduti anche alla Imperiale e Regia Marina da Guerra austroungarica.
La rivoluzione imposta nel 1908 dalla HMS Dreadnought relegò queste classi di navi pluricalibro (ed i loro cannoni) ad impieghi di seconda linea. I cannoni sbarcati, grazie alla loro lunga gittata, con gli affusti originali navali vennero trasferiti da costa e da fortezza ed andarono ad equipaggiare, durante la Grande Guerra, i forti e le batterie costiere del Belgio e delle Fiandre. Allo scoppio della Grande Guerra, i cannoni 15 SK L/40 sbarcati furono riutilizzati anche dall'esercito imperiale, che all'inizio della Grande Guerra era afflitto dalla penuria di pezzi pezzi campali pesanti a lungo raggio.
Durante la seconda guerra mondiale il 15 cm SK L/40 risultava obsoleto come arma per le navi di prima linea e venne imbarcato solo su incrociatori ausiliari e trasporti armati. I pezzi sbarcati vennero invece impiegati in posizione fissa dalle batterie costiere.

## Tecnica
La canna è costituita da un'anima rigata e da due ordini di cerchiatura. L'otturatore è di tipo Krupp a cuneo orizzontale cilindro-prismatico. L'installazione navale era denominata 15 cm SK L/40 iMPL C/97: la culla era incavalcata su un affusto a piedistallo C/97 con scudatura semicircolare che si adattava alla cannoniera della casamatta. Negli incrociatori ausiliari il piedistallo, privo di scudature, era direttamente inchiavardato sul ponte della nave. Le manovre erano tutte manuali: l'elevazione era da -7° a +20°, mentre il brandeggio in casamatta era limitato a 150°.

## Varianti terrestri

### 15 cm KiSL M. 07

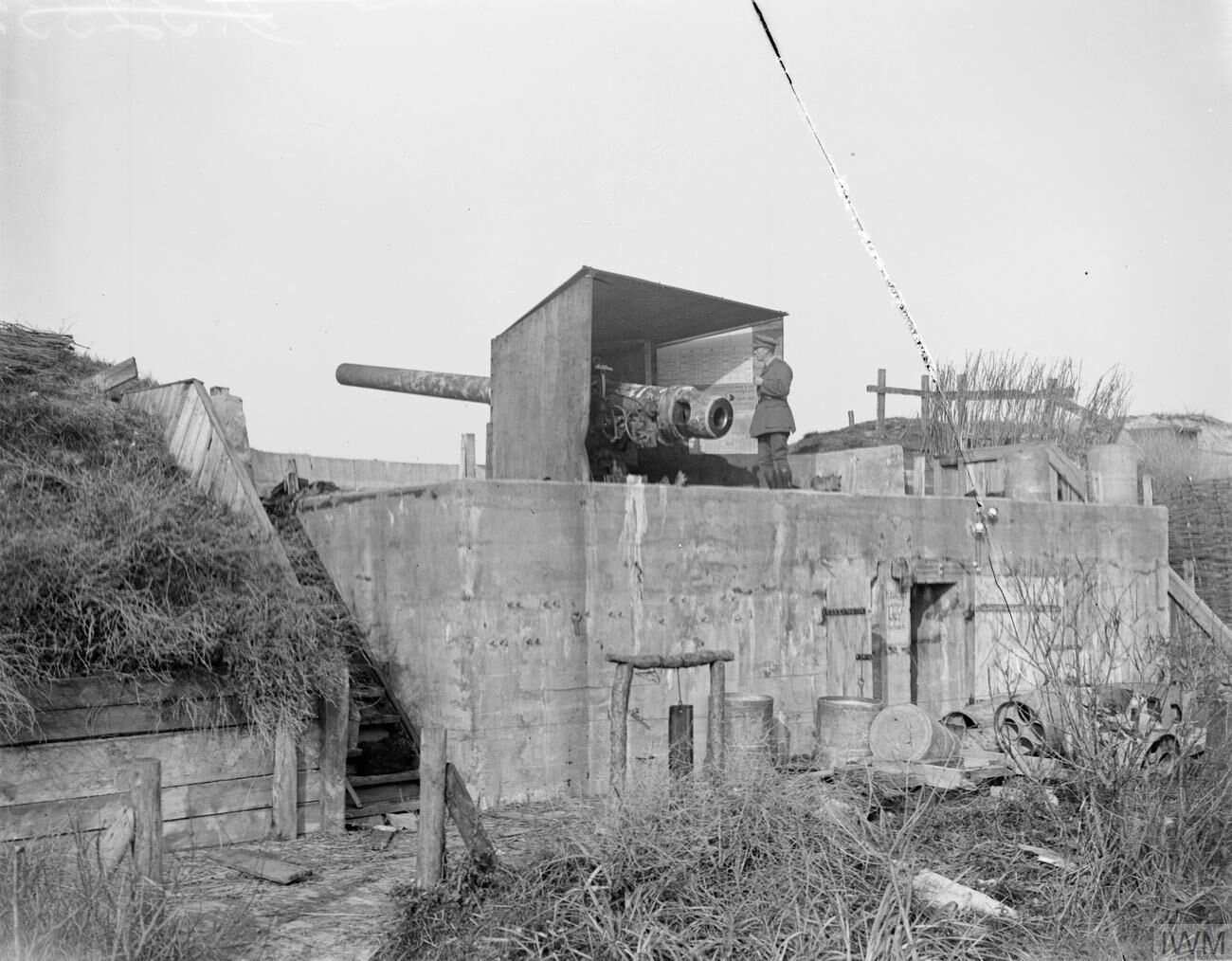
Un 15 cm KiSL M. 07 nella batteria di Zeebrugge.

Il 15 cm Kanone in Schirmlafette modell 1907 era una installazione per artiglieria da fortezza e da costa. Il Forte di Metz venne armato con 10 batterie da due pezzi ciascuno. Vennero prodotti soltanto 15 cannoni, dei quali 8 effettivamente installati, in quattro batterie, a Metz. L'affusto, munito di una scudatura aperta posteriormente, aveva la particolarità di poter essere agevolmente trasportato e poi fissato tramite chiavarde nelle piazzole di cemento preposizionate all'interno del sistema di fortificazione. Per il trasporto l'affusto poteva essere montato su un carrello a quattro ruote trainato da un trattore d'artiglieria, oppure su un pianale ferroviario ribassato o ancora su un apposito "Lastenverteiler": questo era un rimorchio, costituito da un telaio metallico poggiante posteriormente su un carrello a sei ruote ed anteriormente imperniato su un avantreno monoasse; il cannone veniva sospeso al telaio e trasportato. Dopo lo scoppio della guerra il KiSL venne utilizzato anche nelle fortificazioni e nelle batterie costiere tedesche realizzate del Belgio e delle Fiandre.

### 15 cm SK L/40 iKRL(t)
Almeno tre esemplari di cannone costiero ruotato 15 SK L/40 iKRL (t) vennero realizzati incavalcando la bocca da fuoco da 15 SK L/40 sull'affusto ruotato del cannone pesante cecoslovacco Škoda 15 cm Vz. 15/16. Dei 44 Vz. 15/16 realizzati dall'Austria-Ungheria 30 erano stati ceduti al Regno d'Italia come riparazione di guerra dopo il 1918, 2 rimasero all'Austria, mentre gli 11 pezzi rimasti in Cecoslovacchia caddero nelle mani della Wehrmacht; ribattezzati 15,2 cm K 15/16(t), vennero impiegati nelle opere del Vallo Atlantico. Inoltre i tedeschi ne usarono l'ottimo affusto, realizzato per il traino meccanico, per rendere mobile il pezzo navale a lunga gittata. I cannoni così ottenuti andarono ad armare le opere del Vallo Atlantico.

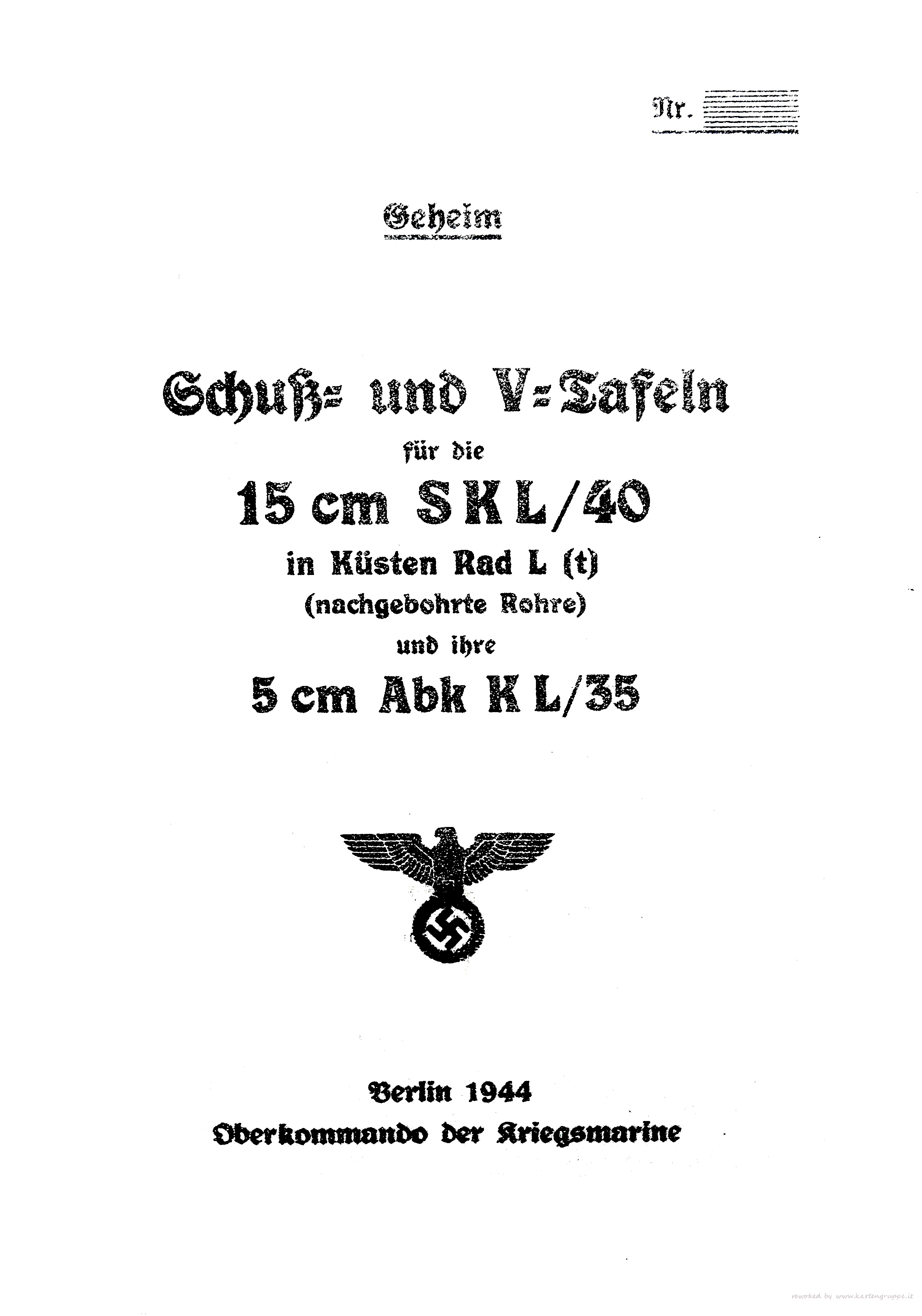
Schuß-und V-Tafeln für die 15 cm SK L40 in Küsten Rad (www.kartengruppe.it collection)

Fu utilizzato nel corso della seconda guerra mondiale nelle batterie per la difesa costiera della Kriegsmarine tedesca.

### 15 cm FK L/40
Nel 1915 la penuria di artiglierie campali pesanti spinse l'esercito imperiale a riutilizzare le bocche da fuoco delle obsolete corazzate pre-dreadnought adattandole ad affusti ruotati campali. Realizzato con la bocca da fuoco del 15 cm SK L/40, fu impiegato durante la prima guerra mondiale dall'Esercito imperiale ed anche dalla Guardia alla Frontiera italiana come cannone da 149/37.

## 15 cm K (E)
Nel 1937 lo Heer immise in servizio i primi moderni cannoni ferroviari, utilizzando le bocche da fuoco da 15 cm SK L/40. La produzione si fermò a 4 unità poiché ci si rese conto che il calibro era troppo limitato per giustificare tali impianti ferroviari complessi e pesanti. Furono comunque usati nel 1940 per l'occupazione del Belgio e nella difesa del Vallo Atlantico.